# Albert Charles Peale
Pour les articles homonymes, voir Peale.
Albert Charles Peale est un  géologue et un  paléobotaniste américain, né le 1er avril 1849 à Heckscherville (Pennsylvanie) et mort le 5 décembre 1914.

## Biographie
Il est le arrière-petit-fils du peintre et naturaliste Charles Willson Peale (1741-1827). Il fait ses études au Central High School de Philadelphie où il obtient son Bachelor of Arts en 1868 puis son Master of Arts en 1873. À l’université de Pennsylvanie, il obtient en 1871 un titre de docteur en médecine.
Il se marie avec Emily W. Wiswell le 23 décembre 1875. Il travaille, de 1871 à 1879, comme  géologue et minéralogiste au sein de l’U.S. Geology and Geography Survey of Territories. Puis, de 1883 à 1898, comme géologue à l’U.S. Geology Survey. À partir de 1898, il est assistant à la section de paléobotanique du National Museum of Natural History.
Peale est notamment l’auteur de Yellowstone National Park and Thermal Springs (1882), The Classification of American Mineral Waters (1887), Mineral Springs of the United States (1886), The Natural Mineral Waters of the United States (1895),  Classification of Mineral Waters (1902), Biographical Sketches of Charles Willson Peale and of Titian R. Peale (1905).